# Pixie-bob
Pixie-bob é uma raça de gato, criada por Carol Ann Brewers. Brewers diz que esta raça é um híbrido entre gatos domésticos e lince-pardos (bobcats em inglês, visto o "bob" no seu nome). Teste de DNA não encontrou genes marcadores de lince-pardos, e estes gatos são considerados totalmente domésticos.
Pixie-bobs são gatos relativamente grandes, com machos pesando até 8 kg, e fêmeas, 6 kg, cerca de 50% mais do que a média. Uma característica comum destes gatos é a cauda, que comumente é de tamanho reduzido (como no caso do lince-pardo), ou ausente. Sua pelagem é cinza-escuro, com pêlos geralmente curtos. São bastante sociáveis, especialmente aos seus donos, bem como para outras pessoas e animais.